# Аделунг, Николай Николаевич
Николай Николаевич Аделунг (1857—1917) — русский зоолог, энтомолог. Автор работ по систематике прямокрылых насекомых.

## Биография
Родилсяв Штутгарте 6 мая 1857 года в семье секретаря королевы Вюртембергской Ольги Николаевны, Николая Фёдоровича Аделунга.
В 1877—1878 годах в качестве вольноопределяющегося принимал участие в русско-турецкой кампании; был произведён в прапорщики.
В 1879—1885 годах учился в Риге, затем, в 1885—1888 годах — слушал курс естественных наук в Гейдельбергском университете и в 1890 году получил степень доктора философии, защитив диссертацию по анатомии слухового аппарата у кузнечиков.
В 1891—1892 годах состоял ассистентом Отто Нюслина при зоологической лаборатории Политехнического института в Карлсруэ, в 1892—1894 годах — ассистентом Отто Бючли при зоологической лаборатории Гейдельбергского университета. В 1894—1897 изучал прямокрылых насекомых под руководством Анри де Соссюра в Городском музее естествознания Женевы. 
После приезда в Российскую империю с 7 июня 1897 года был младшим, а с 7 декабря 1911 года — старшим зоологом Зоологического музея Петербургской академии наук (отделение прямокрылых, сетчатокрылых и перепончатокрылых насекомых).
В 1907—1917 годах был редактором «Ежегодника Зоологического музея» (тома XII—XXII). В 1898—1906 годах состоял секретарём по международной переписке Русского энтомологического общества, с 1903 года был сотрудником по зоологии в Бюро по международной библиографии при Академии наук.
Научные работы Н. Н. Аделунга посвящены в основном систематике прямокрылых насекомых.
Принимал участие в создании 1 и 2 изданий Энциклопедического словаря Брокгауза и Ефрона.
Был женат: Эмма Васильевна (урожд. Щуцшке?), «ж. сс. В.О., 10-я линия, 5».
Скончался в Петрограде 28 ноября (11 декабря) 1917 года и был похоронен на Смоленском кладбище. Могила утрачена, однако известно, что она находилась на дореволюционном участке № 8а, который приблизительно соответствует современным участкам № 36-38. Поскольку Ф. Ф. Шуберт-младший приходился родным дядей Н. Н. Аделунгу, то можно предположить, что похоронен последний был на семейном участке Шубертов на Главной аллее (уч. 36).